# Heather Stephens
Heather Stephens (ur. 3 listopada 1975) – amerykańska aktorka. Odtwórczyni roli Lindsey Drake w serialu Bezimienni (2009–2010), nadawanym przez stację ABC.

## Filmografia

### Filmy
- 1996: Zniknięcie Kevina Johnsona (The Disappearance of Kevin Johnson) jako Rhonda
- 1996: Dead of Night jako Ruby Dell
- 1997: Stalowe rydwany (Steel Chariots, TV) jako Josie
- 1997: Zagubiona autostrada (Lost Highway) jako Lanie
- 1997: Góra Dantego (Dante’s Peak) jako kobieta z gorących źródeł
- 1998: With Friends Like These... (Z takimi przyjaciółmi...) jako Babette
- 1998: Słoneczny Patrol: Biały piorun na Glacier Bay (Baywatch: White Thunder at Glacier Bay, wideo) jako Leslie Stryker / Claire Hodges
- 1998: Tina Gets Her Man (Tina zdobywa swojego mężczyznę, krótkometrażowy) jako Tina
- 1998: Miłość na zawsze (Forever Love, TV) jako Emma
- 1999: Clubland jako Sophie
- 1999: Błędy młodości (Blue Ridge Fall) jako Carrie Cotswold
- 2000: Krąg wtajemniczonych (The In Crowd) jako Tanya
- 2001: Kocurek (Tomcat) jako Jill
- 2003: Splitsville (TV)
- 2005: 20 Things to Do Before You’re 30 (TV)
- 2006: Our Thirties (Nasze lata trzydzieste, krótkometrażowy TV) jako Alice
- 2008: Man of Your Dreams (Mężczyzna twoich marzeń, TV) jako Catherine
- 2009: Father vs. Son jako Darlene Pickett
- 2009: Posłańcy 2: Na przeklętej ziemi (The Messengers 2: The Scarecrow) jako Mary Rollins
- 2010: Chłopak mojej dziewczyny (My Girlfriend’s Boyfriend) jako Sarah

### Seriale
- 1995: The Drew Carey Show jako kobieta
- 1995: Obserwator (The Watcher) jako Lisa
- 1997: Beverly Hills, 90210 jako Katie
- 1997: Boston Common jako Christy
- 1997: Cybill (Cybill) jako córka w reklamie
- 1998: Słoneczny patrol (Baywatch) jako Leslie Stryker / Claire Hodges
- 2000: Anioł ciemności (Angel) jako Shari
- 2001–2002: Men, Women & Dogs jako Michelle
- 2002: Wczoraj jak dziś (Do Over) jako Abby Suffin
- 2002: Bez śladu (Without a Trace) jako Lindsay Randall
- 2004–2005: Gotowe na wszystko (Desperate Housewives) jako Kendra Taylor
- 2005: Las Veags jako Chrissy Potter
- 2005: CSI: Kryminalne zagadki Las Vegas (C.S.I.: Crime Scene Investigation) jako Karen Matthews
- 2006: Saved jako dr Karen Thorpe
- 2006: CSI: Kryminalne zagadki Miami (CSI: Miami) jako Danielle Madison
- 2008: Pod osłoną nocy (Moonlight) jako Emma Monaghan
- 2009–2010: Bezimienni (The Forgotten) jako Lindsey Drake
- 2011: Dr House (House) jako Denise Harris
- 2012: Agenci NCIS (NCIS) jako Lorraine
- 2012: Reckless jako Mindy Hope

### Gry komputerowe
- 1997: Wing Commander: Prophecy jako porucznik Jean „Stiletto” Talvert (głos)
- 1998: Wing Commander: Secret Ops jako Jean Talvert (głos)